# Ri Yong-ho (Politiker)
Ri Yong-ho (* 1954) ist ein nordkoreanischer Politiker der Partei der Arbeit Koreas (PdAK), der unter anderem von 2016 bis Anfang 2020 Außenminister der Volksrepublik Korea war. Er ist zudem Kandidat des Politbüros des Zentralkomitees der PdAK und Mitglied des ZK der PdAK. Er gehört zur dritten Generation der Funktionärselite Nordkoreas und ist ein Schützling des ehemaligen, 2016 verstorbenen kommissarischen Außenministers Kang Sok-ju. Er gehört seit Mitte der 1990er Jahre zu den führenden Diplomaten bei den diplomatischen Beziehungen zu den USA, den Vereinten Nationen sowie zu Südkorea und bei den Sechs-Parteien-Gesprächen.

## Leben
Ri Yong-ho ist ein Sohn von Ri Myong-je, der Leiter des Privatsekretariats von Kim Jong-il und Chefredakteur der Koreanischen Zentralen Nachrichtenagentur (KCNA) war. Nach dem Besuch der Namsan-Oberschule in Pjöngjang sowie einem Studium der englischen Sprache an der dortigen Universität für Fremdsprachen trat er 1978 in den diplomatischen Dienst des Außenministeriums. Er war zwischen 1979 und 1984 zunächst Sekretär an der Botschaft in Simbabwe und danach von 1985 bis 1988 Sekretär an der Botschaft in Schweden. Nach seiner Rückkehr fand er von 1988 bis 1995 im Außenministerium Verwendung als Leiter einer Sektion der Abteilung für Internationale Organisationen und stieg zuletzt 1991 zum stellvertretenden Generaldirektor dieser Abteilung auf. 1995 wurde er zum Botschaftsrat ernannt und begann mit seiner Teilnahme an den Verhandlungen mit den USA über das nordkoreanische Kernwaffenprogramm.
Im Oktober 2000 begleitete Ri im Range eines Botschafters den Ersten Vizevorsitzenden der Nationalen Verteidigungskommission Vizemarschall Jo Myong-rok beim bislang hochrangigsten Besuch eines nordkoreanischen Staats- und Parteifunktionärs in den USA, wobei dieser auch vom damaligen US-Präsident Bill Clinton empfangen wurde. 2003 wurde er zum Botschafter im Vereinigten Königreich ernannt und verblieb auf diesem Posten bis 2006. Zugleich war er zwischen 2004 und 2006 auch als Botschafter in Irland akkreditiert.
Nach seiner Rückkehr wurde er 2007 Allgemeiner Diplomatischer Berater des Außenministeriums und war als solcher auch verantwortlich für die Sechs-Parteien-Gesprächen mit Südkorea, der Volksrepublik China, Russland, Japan und den USA, die eine friedliche Lösung des Konflikts über das nordkoreanische Kernwaffenprogramm herbeiführen sollten. Die Gespräche wurden jedoch beinahe mit Regelmäßigkeit von einer der Parteien boykottiert, ehe am 14. April 2009 Nordkorea nach internationaler Kritik an einem nordkoreanischen Raketentest seinen Ausstieg aus den Gesprächen erklärte. Im Juli 2010 begleitete er Außenminister Pak Ui-chun bei dessen Besuchsreise in Asien, wie zum Beispiel beim ASEAN-Forum in Hanoi.

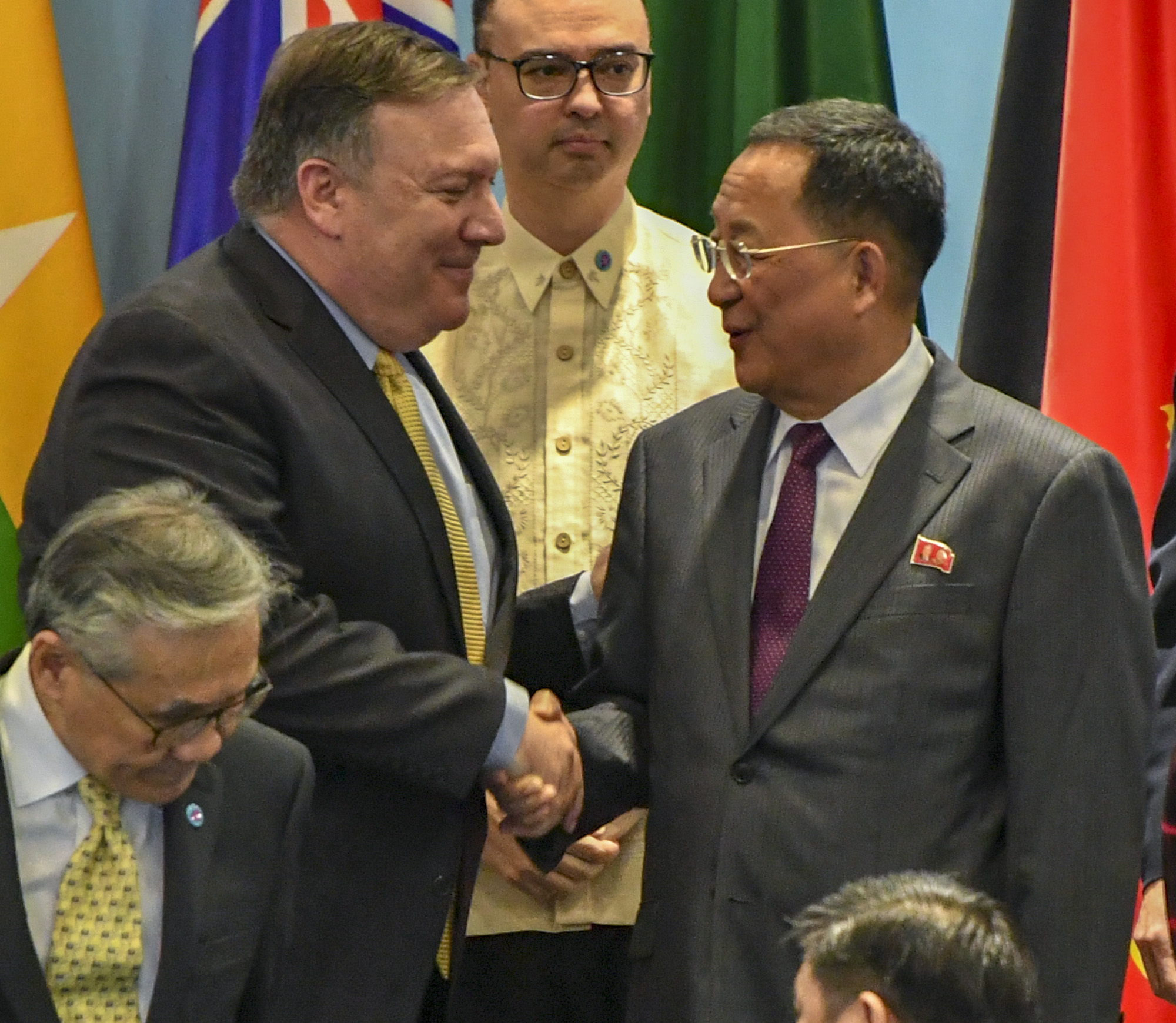
Ri (rechts) mit US-Außenminister Mike Pompeo (August 2018)

Am 23. September 2010 wurde Ri Yong-ho zum Vize-Außenminister ernannt und damit zum Nachfolger von Kim Kye-kwan, der wiederum Erster Vize-Außenminister wurde. Auf der III. Parteikonferenz der Partei der Arbeit Koreas wurde er am 28. September 2010 zum Kandidaten des Zentralkomitees der PdAK gewählt. Er nahm zwischen 2011 und 2013 an verschiedenen Treffen mit südkoreanischen Diplomaten und Politikern teil und wurde im März 2014 ferner zum Deputierten der 13. Obersten Volksversammlung gewählt. Auf dem VII. Parteitag der PdAK, der vom 6. bis 10. Mai 2016 stattfand, wurde er zum Kandidaten des Politbüros des Zentralkomitees der PdAK und Mitglied des ZK der PdAK gewählt. Während des Parteitages wurde er am 9. Mai 2016 ferner zum Außenminister ernannt und löst damit Ri Su-yong ab, der zum Vize-Vorsitzenden der PdAK sowie zum Leiter der ZK-Abteilung für Internationale Angelegenheiten aufstieg. Ri wurde 2016 ferner Mitglied des Komitees für Staatsangelegenheiten der DVRK, das Nachfolgegremium der früheren Nationalen Verteidigungskommission.
Am 15. März 2018 besuchte Ri Schweden, um ein Treffen von Kim Jong-un mit US-Präsident Donald Trump vorzubereiten. Das Gipfeltreffen fand dann tatsächlich am 12. Juni 2018 in Singapur statt. Ri selbst hatte US-Präsident Trump bei einer Rede vor der Generalversammlung der Vereinten Nationen noch im September 2017 als „geistesgestört“ bezeichnet. Beim 25. Regionalforum der ASEAN im August 2018 traf er unter anderem mit der Außenministerin Australiens, Julie Bishop, zusammen, um über die diplomatischen Beziehungen beider Länder zu sprechen.
Am 18. Januar 2020 meldeten verschiedene deutsche Zeitungen unter Berufung auf südkoreanische Medien, dass Ri Yong-ho als Außenminister abgelöst werden solle. Die Ablösung wurde am 20. Januar 2020 vollzogen, neuer Außenminister wurde der als Hardliner bekannte Ri Son-gwon.